# Бутурлин, Пётр Дмитриевич
Пётр Дмитриевич Бутурлин (29 марта (10) апреля 1859, Флоренция, Королевство Италия — 24 июля (5) августа 1895, село Таганча, Киевская губерния) — русский поэт.

## Биография
Родился во Флоренции, где жила одна из ветвей графского рода Бутурлиных (правнук директора Эрмитажа Д. П. Бутурлина). Отец — Дмитрий Петрович Бутурлин (1828—1879), мать — урождённая баронесса Анна де Хесус Верде де Карвальо и Брито (1838—1901). В детстве жил в Италии, затем в Англии, где окончил колледж и начал писать стихи на английском языке, которые позже вошли в его сборник «First Trials» (издан в 1878 году во Флоренции). Кроме того, начал печататься в лондонском журнале «Academy» под псевдонимом Francis Earle.
В 15 лет приехал в Россию и поселился в фамильном имении Таганча на Украине. Окончил курс Киевской гимназии, изучал русский язык и русскую историю, с середины 1880-х годов писал стихи по-русски. В 1880 году переехал в Петербург и устроился на службу в Министерство иностранных дел.
В 1883—1892 годах — советник русского посольства последовательно в Риме и Париже.
В 1892 году женился на дочери русского посла в Париже Ядвиге Артуровне Моренгейм (1867—1918), после чего вернулся в Россию и оставил службу, поселившись в Таганче и целиком посвятив себя поэзии. В 1895 году умер от туберкулёза в своём поместье и там же похоронен.
В с. Таганча, Каневского района, Черкасской области в октябре 2018 года установили памятник поэту графу Петру Бутурлину и его родному брату графу Александру Бутурлину.

## Творчество
Большинство стихотворений Бутурлина написаны в форме сонета — этому жанру поэт отдавал предпочтение перед прочими и пытался закрепить его в русской поэзии. Некоторыми исследователями признаётся выдающимся мастером сонета. По словам Евгения Евтушенко, сонеты Бутурлина «…драгоценны не столько соблюдением мельчайших формальностей, сколько абсолютной свободой в условиях жесткой несвободы, естественностью дыхания, остротой чувств, игрой воображения, да и просто занимательностью». Кроме того, Бутурлин считается «важным посредником между западноевропейской и русской культурой конца XIX века» — в частности, он был первым переводчиком на русский язык Ж. М. де Эредиа — и представителем «русского импрессионизма».
Часть его стихотворений напечатана в журналах «Наблюдатель» и «Русский Вестник», часть появилась в сборниках «Сибилла» (СПб., 1890) и «Двадцать сонетов» (Киев, 1891). Кроме того, вскоре после смерти Бутурлина было выпущено издание «Сонеты» (Киев, 1895), подготовленное самим поэтом, а в 1897 году появились «Стихотворения графа П. Д. Бутурлина, собранные и изданные после его смерти графинею Я. А. Бутурлиной» (Киев, 1897).